# Pristimantis riveroi
Espèce
Synonymes
- Eleutherodactylus riveroi Lynch & La Marca, 1993

Statut de conservation UICN

 DD  : Données insuffisantes
Pristimantis riveroi est une espèce d'amphibiens de la famille des Craugastoridae.

## Répartition
Cette espèce est endémique de l'État d'Aragua au Venezuela. Elle se rencontre à Rancho Grande vers 1 100 m d'altitude dans la Serranía del Litoral dans la Cordillère de la Costa.

## Étymologie
Cette espèce est nommée en l'honneur de Juan Arturo Rivero.

## Publication originale
- Lynch & La Marca, 1993, « Synonymy and variation in Eleutherodactylus bicumulus (Peters) from northern Venezuela, with a description of a new species (Amphibia: Leptodactylidae) », Caribbean Journal of Science, vol. 29, no 3/4, p. 133-146 (texte intégral).